# چارلی باکن
چارلی باکن (به انگلیسی: Charles Murray Buchan) (زادهٔ ۲۲ سپتامبر ۱۸۹۱ – درگذشته ۲۵ ژوئن ۱۹۶۰) بازیکن فوتبال اهل انگلستان که سابقهٔ بازی در تیم ملی فوتبال انگلستان را در کارنامهٔ خود دارد. وی در تاریخ ۱۵ فوریه ۱۹۱۳ نخستین بازی ملی خود را در مقابل تیم ملی فوتبال ایرلند انجام داد و با حضور در ۶ بازی ملی، در تاریخ ۱۲ آوریل ۱۹۲۴ واپسین بازی ملی‌اش را در برابر تیم ملی فوتبال اسکاتلند برگزار کرد.
این بازیکن توانسته در بازی‌های ملی، ۴ گل به ثمر برساند.